# Conus marielae
Espèce
Conus marielae est une espèce de mollusques gastéropodes marins de la famille des Conidae.
Comme toutes les espèces du genre Conus, ces escargots sont prédateurs et venimeux. Ils sont capables de « piquer » les humains et doivent donc être manipulés avec précaution, voire pas du tout.

## Description
La taille de la coquille varie entre 30 mm et 60 mm.

## Distribution
Cette espèce est présente dans l'océan Pacifique au large des îles Marquises, des Îles Tuamotu et des Îles Marshall.

## Taxonomie

### Publication originale
L'espèce Conus marielae a été décrite pour la première fois en 1975 par les malacologiste américains Harald Alfred Rehder (d) et Barry Robert Wilson dans « Smithsonian Contributions to Zoology »,.

### Synonymes
- Conus (Phasmoconus) marielae Rehder & B. R. Wilson, 1975 · appellation alternative
- Conus moluccensis marielae Rehder & B. R. Wilson, 1975 · non accepté
- Fulgiconus marielae (Rehder & B. R. Wilson, 1975) · non accepté
- Phasmoconus marielae (Rehder & B. R. Wilson, 1975) · non accepté